# Optrode
Optrode, oder auch Optode, (opto-altgriechisch ὤψ (ops) für Auge) ist eine Bezeichnung für einen optischer Sensor, welcher unter Verwendung eines chemischen Energiewandlers zur Messung der Konzentration von Substanzen (wie beispielsweise des Sauerstoffgehalts in einer Wasserprobe) dient. Die Bezeichnungen wurden 1975 von Lübbers und Opitz präsentiert und sollen verdeutlichen, dass optische und nicht elektrische Signale gemessen werden. Optroden werden aufgrund ihrer geringen Kosten, niedrigen Energieanforderungen und langer Stabilität immer beliebter. Sie stellen brauchbare Alternativen zu Elektrodensensoren oder komplizierteren analytischen Instrumenten dar, vor allem im Gebiet der Umweltüberwachung.

## Aufbau
Eine Optrode ist aus drei Hauptkomponenten aufgebaut:

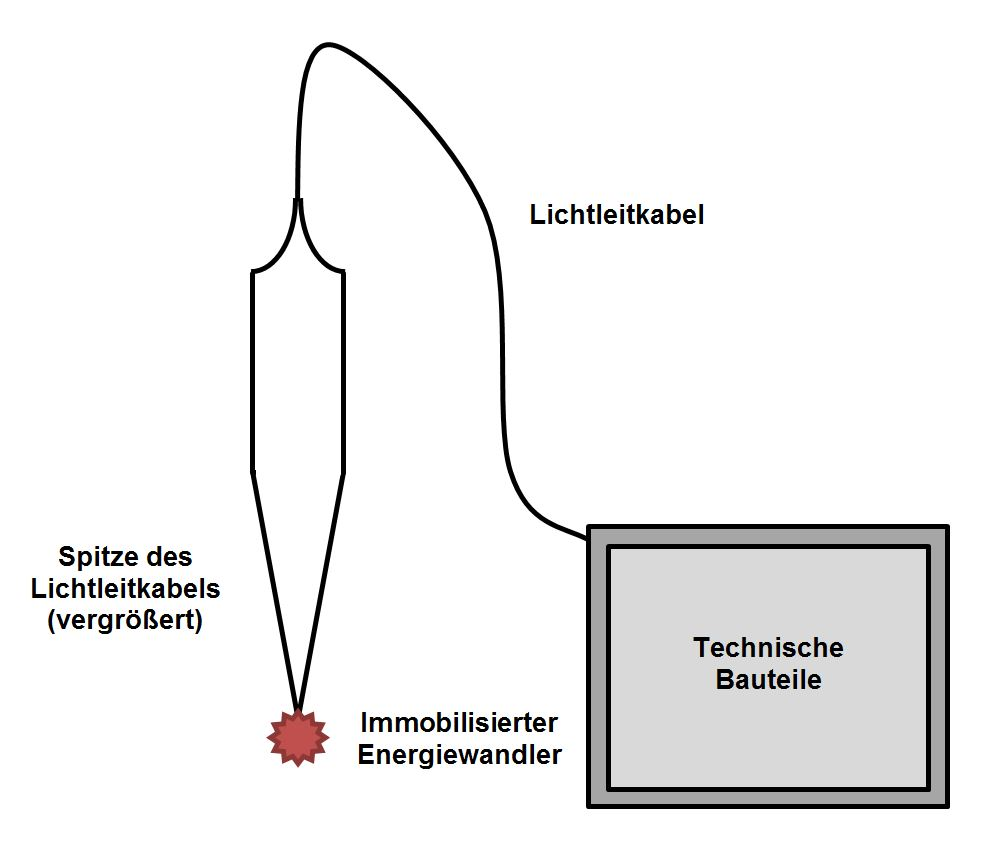
Schematischer Aufbau einer Optrode

- Ein chemischer Energiewandler, der mit dem Analyten reagiert
- Ein Polymer um den chemischen Energiewandler zu immobilisieren
- Technische Bauteile (eine Lichtquelle, ein Detektor, Lichtleitkabel bzw. Glasfaserkabel und andere elektronische Komponenten)

Der Energiewandler wird spezifisch für die Messung des zu untersuchenden Analyten ausgewählt. Die Polymermatrix der Optroden ist hierbei meist an der Spitze der Lichtleitkabel angebracht. Bei Verwendung von Evaneszenzwellen ist sie hingegen auf einem Abschnitt des Leitkabels aufgetragen, der nicht umhüllt wurde.

## Funktionsweise

### Allgemeines Prinzip

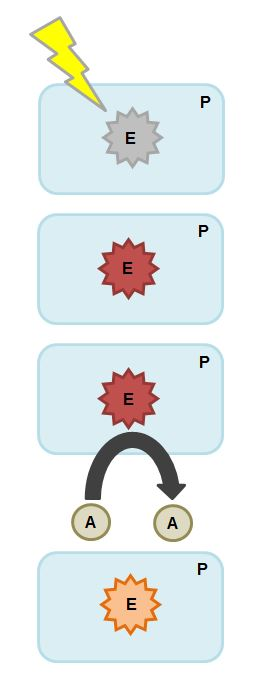
Funktionsweise einer Optrode (Schematisch): Der in einer Polymermatrix (P) immobilisierte Energiewandler (E) befindet sich zunächst im nicht angeregten Zustand (grau), wird jedoch durch Lichteinstrahlung aktiviert, sodass er fluoresziert (rot). Diese Fluoreszenz wird nun (kontinuierlich) durch Reaktion mit dem Analyten (A) gequencht, sodass die anschließend gemessene Fluoreszenz abgeschwächt wird (orange).

Optroden können verschiedene optische Messprinzipien anwenden, wie zum Beispiel Reflexion, Absorption, Evaneszenz, Lumineszenz (Fluoreszenz und Phosphoreszenz), Chemilumineszenz oder Oberflächenplasmonenresonanz. Das geläufigste Messprinzip ist hierbei allerdings die Verwendung von Lumineszenz, diese folgt in Lösung der linearen Stern-Volmer-Gleichung.
Zunächst emittiert die Optrode Licht einer spezifischen Wellenlänge, dabei kommen zumeist LEDs oder Laserdioden zum Einsatz, hierdurch wird die Fluoreszenz des spezifisch ausgewählten Energiewandlers angeregt. Diese Fluoreszenz wird durch den Analyten teilweise ausgelöscht, weshalb der Analyt auch als Quencher bezeichnet werden kann. Weil der fluoreszierende Energiewandler in einer Polymermatrix immobilisiert wird, entstehen Myriaden an Mikroumgebungen, welche in Bezug zum Analyten variierende Diffusionskoeffizienten aufweisen. Dies führt zu einem nicht-linearen Zusammenhang zwischen der messbaren Fluoreszenz und dem Quencher (Analyten). Mehr Quencher-Moleküle führen zu einem niedrigeren Emissionssignal, welches ein Maß für die Konzentration in der Probe darstellt.

### Sauerstoff-Optrode
Wird Sauerstoff als Quencher verwendet, z. B. in Verbindung mit Rutheniumkomplexen als Fluoreszierender Energiewandler, spricht man von einer Sauerstoff-Optrode. Sie wurden 1939 von Kautsky entwickelt. Bei der Sauerstoffmessung haben sich Ru(II), Ir(II), Pt(II) und Pd(II) als Metallionen und verschiedene Bipyridine, Phenanthroline und (fluorierte) Porphyrine als Liganden bewährt. Die eigentliche Optrode ist bei niedriger Sauerstoffkonzentration am empfindlichsten da Sauerstoff die Lebensdauer der Fluoreszenz verringert, die Optrodensensoren können jedoch im gesamten Bereich von 0–100 % Sauerstoffsättigung in Wasser arbeiten. Die Kalibrierung erfolgt in gleicher Weise wie beim Clark-Sensor. Da kein Sauerstoff verbraucht wird, ist der Sensor unempfindlich gegenüber Rühren, das Signal wird sich hierdurch jedoch schneller stabilisieren. Messungen können somit in einem stationären System durchgeführt werden. Der Druck während einer Messung kann diese in zwei Weisen beeinflussen, er destabilisiert den fluoreszierenden Energiewandler und verringert zudem das Quenching. Großer Kritikpunkt ist allerdings die geringere Auflösung, verglichen mit modernen kathodischen Mikrosensoren. Sauerstoff-Optroden finden häufig Anwendung in Sauerstoffmessungen von Gewässern. Gemessen wird hierbei der „freie“ gelöste Sauerstoff und nicht die in den Wassermolekülen enthaltenen Sauerstoffatome. Diese Messungen sind seit 2006 in der Umweltüberwachung von immenser Bedeutung, vor allem in Sauerstoffarmen Regionen wie u. a. flachen Küstengebieten mit signifikanten Algenblüten, Fjorden oder andere Gebieten mit begrenztem Austausch von Wasser, um Fischfarmen oder in Gebieten von Interesse für das Abladen von Müll.
Auch in der Biotechnologie kommen Sauerstoff-Optroden zur Anwendung. In Form von optischen Lichtleiterfasern oder planaren Sensorspots oder -filmen ermöglichen sie hier eine kontinuierliche online-Sauerstoffmessung in (mikro)biologischen Kulturen. Entscheidende Vorteile der Optroden sind hierbei, dass bei der Messung kein Sauerstoff verbraucht wird und keine Probennahme erforderlich ist. Außerdem benötigen Optroden im Vergleich zu Elektrochemischen Sensoren sehr wenig Wartung, was sie für Langzeitmessungen optimal macht. Die kontaktlose Sauerstoffmessung durch die Wandung des Kulturgefäßes ermöglichte es die Sauerstoffversorgung der Kulturen stets auf einem Optimum zu halten, was insbesondere beim up- und down scaling biotechnologischer Produktionsprozesse, vom Screening im Multiwellplattenformat, über kleinvolumige Laborfermenter, bis hin zu großtechnischen Produktionsanlagen, wichtig ist. Mit Optroden konnten Nachweisgrenzen von 5 ppbv (O2, ≈ 5,1 · 10−6 hPa) erzielt werden, was einer Konzentration in Wasser von 7 pM entspricht.

### Glucose-Optrode
Glucose-Optroden sind biochemische Sensoren zur Bestimmung der Konzentration von Glucose in einer Lösung unter Verwendung optischer Messprinzipien. Meist wird hierbei Glucose-Oxidase (GOD) in einer Matrix oder Membran immobilisiert, ein Enzym das die Oxidation von Glucose katalysiert. Es wird auch in nicht-optischen Messmethoden verwendet, wie zum Beispiel im GOD-Test.
{\displaystyle {\ce {D-glucose + O2 -> D-gluconolacton + H2O2}}}
Somit kann die Abnahme von Sauerstoff in Korrelation gesetzt werden zu der Glucosekonzentration. Gemessen wird folglich nicht direkt Glucose, sondern Sauerstoff, weshalb sie genauer betrachtet auch als modifizierte Sauerstoff-Optrode beschrieben werden kann. Alternative Messmethoden verwenden pH sensitive Farbstoffe um die Änderung der Lichtabsorption des Farbstoffes während der GOD-Oxidation zu messen. Jedoch sind diese Abhängig von der Pufferkapazität des Mediums, weshalb die Verwendung von Sauerstoff-Optroden, trotz ihrer Limitierungen hinsichtlich Auflösung, bevorzugt wird.
Ein weiteres Messprinzip wurde 1982 von Schulz et al. beschrieben; die Verwendung eines Immunaffinität-Glucose-Sensors, basierend auf der reversiblen kompetitiven Bindung von Glucose und Fluorescein-markiertem Dextran an die Zuckerbindungsstelle des Proteins Concanavalin A. In einer Hohlfaser wird durch Membranen ein abgetrenntes Messvolumen geschaffen. In diesem Messvolumen befinden sich, an das an der Innenfläche der Hohlfaser immobilisierte Protein Concanavalin A gebundene, Fluorescein-markierte Dextranmoleküle, welche zur Fluoreszenz angeregt werden können. Glucose kann durch die Membran in das Messvolumen eindringen und konkurriert nun mit dem Dextran um die Plätze am Protein und es stellt sich ein Gleichgewicht ein. Die Optrode misst nun die Fluoreszenzänderung und setzt diese in Korrelation zu der Glucosekonzentration. Das Prinzip kann somit in der Praxis unter Verwendung einer Dialysehohlfaser zur Bestimmung der Glucosekonzentration im Blut verwendet werden, da das Dextran die Membran nicht durchdringen kann und in den Blutkreislauf gelangt. Jedoch haben Messungen mit dieser Methode nur eine sehr langsame Reaktionszeit.